# Katolicka Partia Ludowa
Katolicka Partia Ludowa (niderl. Katholieke Volkspartij, KVP) – partia polityczna w Holandii w latach 1945–1980.

## Historia
Partia powstała 22 grudnia 1945 zastępując Rzymskokatolicką Partię Stanu. Wchodziła w koalicje rządowe, a spośród dziesięciu premierów (do 1977) pięciu było przedstawicielami KVP. Na skutek postępującego procesu laicyzacji życia politycznego, partie konfesjonalne w tym KVP zaczęły się radykalizować, co w efekcie przełożyło się na ich spadek poparcia. W 1976 Katolicka Partia Ludowa wraz z kalwińską Partią Antyrewolucyjną i protestancką Chrześcijańską Unią Historyczną zawarły przedwyborczy sojusz, który ostatecznie zakończył się powstaniem 11 października 1980 Apelu Chrześcijańsko-Demokratycznego.

## Liderzy partii
- 1946–1961 Carl Romme
- 1961–1963 Wim de Kort
- 1963–1971 Norbert Schmelzer
- 1971 Gerard Veringa
- 1971–1977 Frans Andriessen

## Poparcie
| Wybory | Poparcie | Zmiana punktów procentowych | Mandaty (Tweede Kamer) | Zmiana |
| ------ | -------- | --------------------------- | ---------------------- | ------ |
| 1946   | 30,8%    | -                           | 32                     | -      |
| 1948   | 32,3%    | 1,5                         | 32                     | -      |
| 1952   | 31,4%    | 0,9                         | 30                     | 2      |
| 1956   | 31,7%    | 0,3                         | 49                     | 19     |
| 1959   | 31,6%    | 0,1                         | 49                     | -      |
| 1963   | 31,9%    | 0,3                         | 50                     | 1      |
| 1967   | 26,5%    | 5,4                         | 42                     | 8      |
| 1971   | 21,8%    | 4,7                         | 35                     | 7      |
| 1972   | 17,7%    | 4,1                         | 27                     | 8      |